# Nashawena Island
Nashawena Island (deutsch Nashwawenainsel) ist die zweitgrößte Insel der 14 Elizabeth Islands im US-Bundesstaat Massachusetts. Beim United States Census 2000 lebten auf Nashawena Island 2 Personen. Die Insel ist mit dem Boot zu erreichen.

## Geographie
Nashawena Island liegt zwischen Cuttyhunk im Osten und Pasque Island im Westen. Die Insel gehört zur Gemeinde Gosnold. Nashawena Island liegt im Dukes County, dessen County Seat Edgartown ist.

## Flora und Fauna
Auf der Insel gibt es schottische Hochlandrinder, die wahrscheinlich von zwei schottischen Hausmeistern auf Nashawena mitgebracht worden sind, Rothirsch und eine Menge von Meeresvögeln und Zugvögeln. Es sind auf der Insel seltene, fast vom Aussterben bedrohte Tiere und Pflanzen vorhanden, die nur deswegen überlebt haben, weil auf der Insel kaum Menschen lebten. Der über 200 Jahre alte Bauernhof hält Haushühner.